# Epiphany (przeglądarka)
Epiphany (GNOME Web) – domyślna przeglądarka internetowa środowiska GNOME.
Graficzny interfejs użytkownika tej przeglądarki zbudowany jest na bazie biblioteki GTK+ i innych elementów środowiska GNOME, w przeciwieństwie do Firefoksa, którego interfejs opiera się na XUL-u.

## Obsługa
Podobnie jak wiele innych przeglądarek, Epiphany pozwala na przeglądanie stron w kartach, zarządzanie plikami ciasteczek i blokowanie wyskakujących okienek, posiada też system rozszerzeń.
Inaczej natomiast rozwiązane są zakładki. Zamiast grupować je w hierarchicznej strukturze, Epiphany dzieli zakładki na kategorie (taguje), przy czym każda z nich może należeć do wielu kategorii (np. zakładka „Epiphany” może się jednocześnie znaleźć w kategoriach „Przeglądarki internetowe” jak i „Aplikacje GNOME”).

## Silnik
Od wersji 2.19.6 Epiphany obsługuje silnik wyświetlania stron WebKit. Początkowo był wspierany eksperymentalnie, jednak ostatecznie zastąpił używany do wersji 2.26.3 silnik Gecko, stosowany również w przeglądarce Mozilla Firefox.